# Olympische Sommerspiele 1984/Teilnehmer (Türkei)
| Gelbes Symbol für Goldmedaillen mit stilisierten Olympischen Ringen | Graues Symbol für Silbermedaillen mit stilisierten Olympischen Ringen | Braundes Symbol für Bronzemedaillen mit stilisierten Olympischen Ringen |
| ------------------------------------------------------------------- | --------------------------------------------------------------------- | ----------------------------------------------------------------------- |
| —                                                                   | —                                                                     | 3                                                                       |

Die Türkei nahm an den Olympischen Sommerspielen 1984 in Los Angeles mit einer Delegation von 46 Athleten, darunter 45 Männer und eine Frau, in zehn Sportarten teil.

## Medaillengewinner

### Bronze
| Name         | Sportart | Wettkampf                            |
| ------------ | -------- | ------------------------------------ |
| Eyüp Can     | Boxen    | Männer, Fliegengewicht               |
| Turgut Aykaç | Boxen    | Männer, Federgewicht                 |
| Ayhan Taşkın | Ringen   | Männer, Superschwergewicht, Freistil |

## Teilnehmer nach Sportarten

### Bogenschießen
Männer
- İzzet Avcı
Einzel: 45. Platz

- Kemal Erer
Einzel: 40. Platz

### Boxen
Männer
- Turgut Aykaç
Federgewicht: Bronze

- Eyüp Can
Fliegengewicht: Bronze

- Mustafa Genç
Halbfliegengewicht: 1. Runde

- Cemal Öner
Bantamgewicht: Achtelfinale

- Vedat Önsoy
Weltergewicht: Achtelfinale

- Fahri Sümer
Leichtgewicht: Viertelfinale

### Fechten
Männer
- Ali Murat Dizioğlu
Degen, Einzel: 32. Platz

- Haluk Yamaç
Florett, Einzel: 27. Platz

### Gewichtheben
Männer
- Mehmet Altin
Bantamgewicht: DNF

- Yusuf Dalgınlı
Leichtschwergewicht: DNF

- Levent Erdoğan
Fliegengewicht: 8. Platz

- Hasan Has
Mittelgewicht: DNF

### Judo
Männer
- Alpaslan Ayan
Halbleichtgewicht: 14. Platz

- Metin Orgarun
Halbschwergewicht: 18. Platz

- Süheyl Yeşilnur
Halbmittelgewicht: 12. Platz

### Leichtathletik
| Männer - Ahmet Altun Marathon: DNF - Necdet Ayaz 5000 Meter: Vorläufe 10.000 Meter Vorläufe/DNF - Mehmet Terzi Marathon: 16. Platz - Mehmet Yurdadön Marathon: DNF | Frauen - Semra Aksu 100 Meter: Vorläufe 200 Meter: Viertelfinale 100 Meter Hürden: Vorläufe |

### Ringen
Männer
- İbrahim Akgül
Bantamgewicht, Freistil: 8. Platz

- Salih Bora
Halbfliegengewicht, griechisch-römisch: 4. Platz

- Reşit Karabacak
Mittelgewicht, Freistil: Rückzug nach 1. Runde

- Mehmet Serhat Karadağ
Bantamgewicht, griechisch-römisch: 7. Platz

- Selman Kaygusuz
Federgewicht, Freistil: 7. Platz

- Erol Kemah
Fliegengewicht, griechisch-römisch: 7. Platz

- Sümer Koçak
Leichtgewicht, griechisch-römisch: 8. Platz

- Alaettin Özgür
Fliegengewicht, griechisch-römisch: 2. Runde

- Selahattin Sağan
Weltergewicht, Freistil: 5. Runde

- Fevzi Şeker
Leichtgewicht, Freistil: 6. Platz

- Arslan Seyhanlı
Fliegengewicht, Freistil: 5. Platz

- Hayri Sezgin
Schwergewicht, Freistil: 4. Platz

- Mustafa Suzan
Mittelgewicht, griechisch-römisch: 2. Runde

- Ayhan Taşkın
Superschwergewicht, Freistil: Bronze

- Celal Taşkıran
Weltergewicht, griechisch-römisch: 4. Runde

- İsmail Temiz
Halbschwergewicht, Freistil: 6. Platz

### Schießen
- Alp Kızılsu
Trap: 35. Platz

- Güneş Yunus
Skeet: 50. Platz

### Schwimmen
Männer
- Gökhan Attaroğlu
100 Meter Freistil: 43. Platz
200 Meter Freistil: 32. Platz
400 Meter Freistil: 29. Platz
4 × 100 Meter Freistil: 19. Platz
4 × 200 Meter Freistil: 12. Platz
200 Meter Lagen: Vorläufe/disqualifiziert

- Ahmet Nakkaş
400 Meter Freistil: 34. Platz
4 × 100 Meter Freistil: 19. Platz
4 × 200 Meter Freistil: 12. Platz

- İhsan Sabri Özün
4 × 100 Meter Freistil: 19. Platz
4 × 200 Meter Freistil: 12. Platz
100 Meter Schmetterling: 26. Platz
200 Meter Schmetterling: 27. Platz

- Kemal Sadri Özün
100 Meter Freistil: 35. Platz
4 × 100 Meter Freistil: 19. Platz
4 × 200 Meter Freistil: 12. Platz
100 Meter Schmetterling: 36. Platz

### Segeln
- Aleksandr Çaykovski & Ertuğrul Özkan
Tornado: 20. Platz